# Alassane Bala Sakandé
Alassane Bala Sakande (Ouagadougou, 21 agosto 1969) è un politico ed economista burkinabè, Presidente dell'Assemblea Nazionale da settembre 2017 fino al colpo di Stato del gennaio 2022.

## Biografia
Alassane Bala Sakandé ha compiuto la sua istruzione primaria e secondaria prima a Nobili nella provincia di Bazèga e poi a Ouahigouya nella provincia di Yatenga. Ha proseguito i suoi studi universitari a Ouagadougou e in Francia. Ha conseguito un diploma di maturità in finanza e contabilità, un master in amministrazione aziendale con specializzazione in affari internazionali presso l'Università di Ouagadougou e l'Università di Jean-Moulin-Lyon-III e un diploma in Consulente Commerciale Bancario (DCCB) presso il Centro di Formazione per Banche e Istituzioni Finanziarie del Burkina Faso. Durante i suoi studi all'Università di Ouagadougou, Bala Sakandé è stato un attivista e ha fondato il RENBO, Rassemblement des étudiants non boursiers, per ottenere ulteriori borse di studio.
Dal gennaio 1995 ha lavorato presso la Banque Internationale du Burkina (BIB), divenuta Banca Unita per l'Africa, dove ha successivamente ricoperto diversi incarichi: capo del dipartimento commerciale, capo del dipartimento delle relazioni esterne, capo del dipartimento del settore pubblico e capo del dipartimento delle risorse generali fino al 2015.
Il suo impegno politico inizia all'interno del partito di governo, sostenendo il presidente Blaise Compaoré: l'Organizzazione per la Democrazia Popolare/Movimento del Lavoro, che in seguito divenne il Congresso per la Democrazia e il Progresso (CDP). Nel 1995 è eletto consigliere comunale della città di Ouagadougou 
Nel 2014 si è opposto alla proposta di modifica dell'articolo 37 della Costituzione (che mirava a consentire al presidente Compaoré di candidarsi alla presidenza per la quinta volta) e alla cattiva gestione della politica pubblica da parte del CDP. Nel gennaio 2014 ha lasciato il CDP e ha partecipato alla creazione del Movimento Popolare per il Progresso (MPP), dove ha ricoperto l'incarico di segretario responsabile delle strutture geografiche presso l'ufficio esecutivo nazionale. Nominato vicedirettore nazionale della campagna elettorale del MPP nelle elezioni presidenziali e legislative del 29 novembre 2015, il suo partito ha ottenuto 55 deputati su 127 seggi. È stato eletto membro dell'Assemblea nazionale per la circoscrizione di Kadiogo e ha presieduto il gruppo MPP nell'Assemblea. È diventato vice segretario del comitato esecutivo nazionale del MPP alla fine del secondo congresso nel marzo 2017.
L'8 settembre 2017, Alassane Bala Sakandé è stato eletto presidente dell'Assemblea nazionale con 104 voti su 126 elettori, ovvero un punteggio dell'82%. Il 9 novembre 2018, in occasione della 41ª Conferenza dei presidenti dei parlamenti africani ad Abuja, è stato eletto presidente del Comitato esecutivo dell'Unione parlamentare africana.
Il 26 settembre 2021 è stato eletto presidente del partito di governo, il Movimento Popolare per il Progresso (MPP), al termine di un congresso straordinario, sostituendo Simon Compaoré e apparendo come il probabile successore del presidente Roch Kaboré alle elezioni del 2025.
Un colpo di Stato nel gennaio 2022 ha portato la giunta che ha preso il potere (sotto il nome di Movimento patriottico per la salvaguardia e la restaurazione) allo scioglimento degli organi costituzionali e anche Bala Sakandé è stato destituito; successivamente nel marzo 2022, è stato arrestato per breve tempo per aver chiesto il rilascio del deposto presidente Kaboré.
Nel novembre 2023, Alassane Bala Sakandé è stato convocato per essere ascoltato dall'Alta Autorità per il controllo statale e la lotta contro la corruzione. La citazione fa seguito alla scoperta di "irregolarità" nella gestione dell'Assemblea nazionale tra il 2018 e il 2021. Tra queste irregolarità figurano, tra l'altro, fatturazioni eccessive, missioni fittizie, rilasci irregolari di carburante, appalti illegali di fondi pubblici, ingiustificati pagamenti e cure all’estero. Il tutto per un totale di oltre 13 miliardi di franchi CFA. Alassane Bala Sakandé non ha risposto alla convocazione.
Nel gennaio 2025, Alassane Bala Sakandé è stato perseguito per appropriazione indebita di fondi pubblici, concessione di vantaggi ingiustificati e riciclaggio di denaro.